# 706 a.C.
Il 706 a.C. (DCCVI a.C. in numeri romani) è un anno  dell'VIII secolo a.C.

## Eventi
- Puglia - Magna Grecia - Fondazione di Taranto.
- Inaugurazione della città di Dur Šarrukin voluta da Sargon II.